# Charity Ball
Charity Ball – drugi album zespołu Fanny, wydany w 1971 roku przez Reprise Records.
Album został ponownie wydany na płycie kompaktowej w 2014 roku przez wytwórnię Real Gone Music.

## Lista utworów
Utworzono na podstawie materiału źródłowego.
| 1.  | Charity Ball (Alice de Buhr, Jean Millington)          | 2:29  |
|     |                                                        |       |
| 2.  | What Kind Of Lover (Nickey Barclay)                    | 2:55  |
|     |                                                        |       |
| 3.  | Cat Fever (Barclay)                                    | 3:22  |
|     |                                                        |       |
| 4.  | A Person Like You (Barclay)                            | 2:57  |
|     |                                                        |       |
| 5.  | Special Care (Stephen Stills)                          | 4:24  |
|     |                                                        |       |
| 6.  | What's Wrong With Me (Jean Millington)                 | 1:43  |
|     |                                                        |       |
| 7.  | Soul Child (Jean Millington, June Millington, Barclay) | 3:48  |
|     |                                                        |       |
| 8.  | You're The One (Jean Millington, June Millington)      | 4:06  |
|     |                                                        |       |
| 9.  | Thinking Of You (June Millington)                      | 3:23  |
|     |                                                        |       |
| 10. | Place In The Country (Barclay)                         | 4:03  |
|     |                                                        |       |
| 11. | A Little While Later (Barclay)                         | 5:42  |
|     |                                                        |       |
|     |                                                        | 38:52 |
|     |                                                        |       |

## Wykonawcy
- Jean Millington – gitara basowa, wokal
- June Millington – gitara, wokal
- Nickey Barclay – keyboard, wokal
- Alice de Buhr – perkusja, wokal